# Fakahiku
Fakahiku (auch: Fakahigu) ist ein kleines Inselchen im Norden von Tongatapu im Pazifik. Sie gehört politisch zum Königreich Tonga.

## Geografie
Das Motu (Kongaloto) liegt zentral im Distrikt Lulunga im Gebiet der Inselgruppe Haʻapai. Die nächstgelegenen Inseln sind Luanamo, ‘O‘ua und Pepea.

## Klima
Das Klima ist tropisch heiß, wird jedoch von ständig wehenden Winden gemäßigt. Ebenso wie die anderen Inseln der Haʻapai-Gruppe wird Fakahiku gelegentlich von Zyklonen heimgesucht.